# Herzogtum Thouars

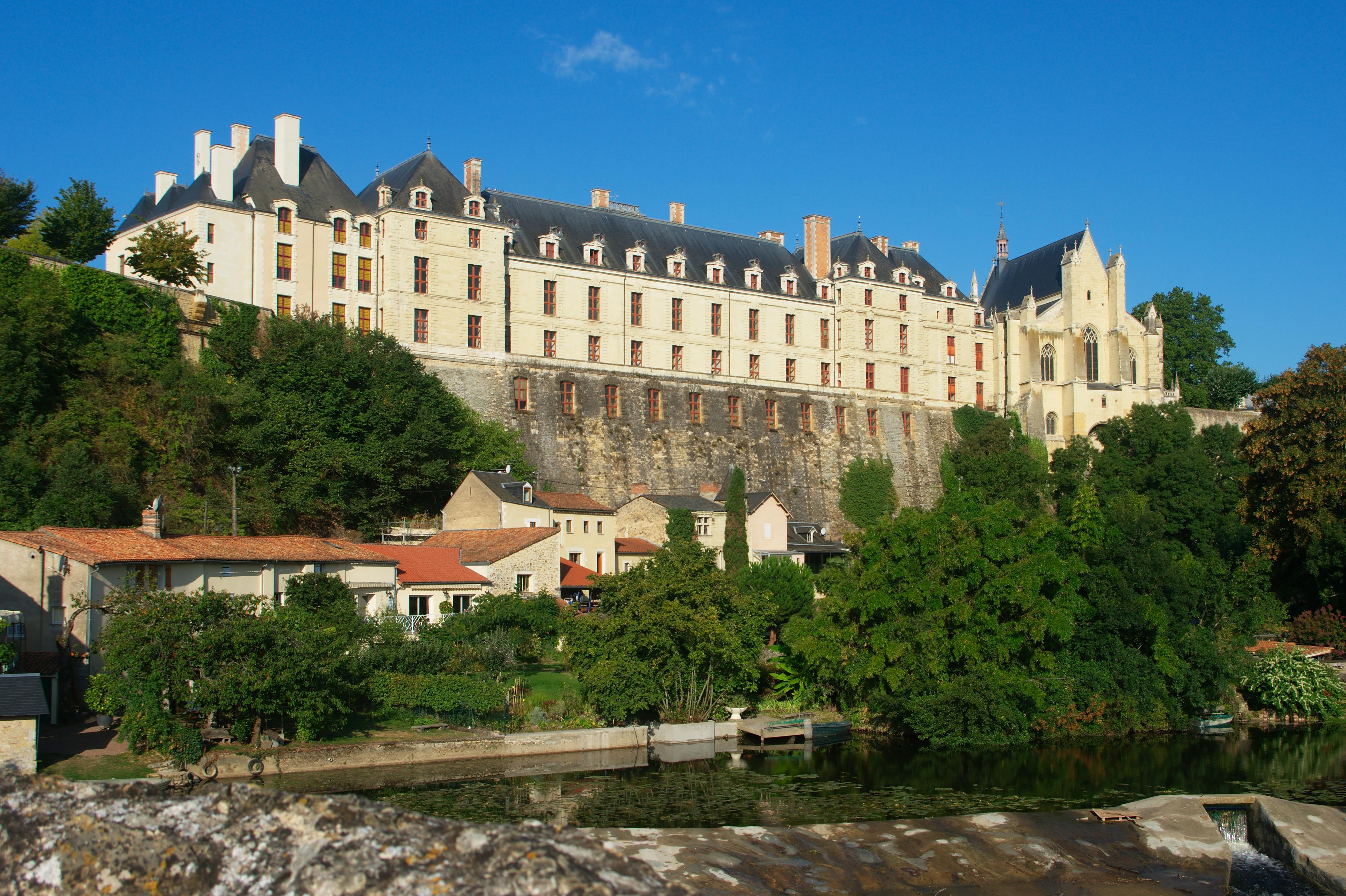
Schloss Thouars. Lediglich die Kapelle geht auf die mittelalterliche Festung zurück.

Die Vizegrafschaft Thouars, das spätere Herzogtum Thouars, um den Ort Thouars im heutigen französischen Département Deux-Sèvres bestand bereits zur Zeit der Karolinger. Sie unterstand zwar formal der Autorität der Grafen von Poitou, war aber seit dem 9. Jahrhundert praktisch selbständig.
Die ersten bekannten Vizegrafen sind Geoffroy I. 876 bezeugt, Savary (bezeugt 903/926) und sein Bruder Aimery I. (bezeugt 923/um 935), von dem die Vizegrafen bis zu Louis († 1370) abstammen. Louis’ Tochter heiratete den Herrn von Amboise.
Die Vizegrafschaft wurde im 15. Jahrhundert mehrfach beschlagnahmt und ging schließlich an das Haus La Trémoille, die 1563 zu Herzögen erhoben wurden, 1595 den Titel Herzog von La Trémoille erhielten. Die Familie starb 1933 mit dem 11. Herzog von Thouars und 10. Herzog von La Trémoille in männlicher Linie aus.

## Vizegrafen von Thouars

### Haus Thouars
- Geoffroy I., 876

Das Wappen der Vizegrafen von Thouars

- Savary I., 903/926, wohl dessen Sohn
- Aimery I., 924/um 935, dessen Bruder
- Savary II., 932–936/955, dessen Sohn
- Aimary II., † wohl 956, dessen Bruder
- Herbert (Arbert) I., † vor 987, dessen Sohn
- Aimery III., † vor um 1000, dessen Sohn
- Savary III., um 980/1004 bezeugt, dessen Bruder
- Raoul I., † 1014/15, dessen Bruder
- Geoffroy II., 1010/um 1055 bezeugt, Sohn Savarys III.
- Aimery IV., ermordet 1093, dessen Sohn, Teilnehmer an der Schlacht von Hastings,
- Savary IV., um 1029/93 bezeugt, dessen Bruder
- Raoul II., um 1090/94 bezeugt, Sohn Aimerys IV.
- Arbert (Herbert) II., X 1102, dessen Bruder
- Geoffroy III., 1088/1123 bezeugt, dessen Bruder
- Geoffroy IV., 1099/1131 bezeugt, dessen Bruder
- Aimery V., † 1139, Sohn Arberts II.
- Aimery VI., X 1127, Sohn Geoffroys III.
- Guillaume, † vor 1151, dessen Sohn
- Geoffroy V., 1130/73 bezeugt, dessen Bruder
- Aimery VII., † 1226, dessen Sohn
- Hugues I., † 1229/30, dessen Bruder
  - Guy de Thouars, † 1213, Herzog von Bretagne, dessen Bruder
  - Alix de Thouars, † 1221, Herzogin von Bretagne, dessen Tochter
- Guy I., † 1242, Sohn Aimerys VII.
- Aimery VIII., † 1246, dessen Bruder
- Aimery IX., † 1256, dessen Sohn
- Renaud, † 1264, dessen Bruder
- Guy II., † 1308, Sohn Aimerys IX.
- Jean, † 1332, dessen Sohn
- Hugues II., † † 1333
- Louis, † 1370, Sohn Jeans
  - Simon, † 1365, Graf von Dreux, Sohn Louis’
- Pernelle, † 1397, Gräfin von Dreux, dessen Schwester
- Clément Rouault genannt Tristan, † 1396, deren Ehemann
  - Isabeau, Gräfin von Dreux, heiratete (II) Ingelger I le Grand, Sire d’Amboise, † vor 1373
  - Marguerite, † nach 1404, Gräfin von Dreux, deren Schwester

### Haus Amboise
- Pierre II. d’Amboise, 1397 Vicomte de Thouars, Graf von Benon, † 1418/22, Sohn von Ingelger I. d’Amboise und Isabeau de Thouars
  - Ingelger II. d’Amboise, † vor 1410, dessen Bruder
- Louis d’Amboise, † 1469, Vicomte de Thouars, Graf von Benon, dessen Sohn
  - Françoise, † 1485, dessen Tochter, heiratete Peter II. Herzog von Bretagne, † 1459
  - Perronelle, † 1453, deren Schwester, heiratete Guillaume d’Harcourt, Graf von Tancarville
  - Marguerite, † 1475, deren Schwester, heiratete Louis I de La Trémoille, Graf von Guînes, Graf von Benon, Vicomte de Thouars, † 1483

### Haus Valois-Orléans
- 1469 gab König Ludwig XI. aus dem Haus Valois-Orléans die Vizegrafschaft Thouars seiner Tochter Anne, die bereits mit Nicolas d’Anjou verlobt war.
- 1469–1472: Anne de France und Nicolas d’Anjou.
- Ludwig XI. nimmt die Vizegrafschaft zurück.
- 1472–1483: Ludwig XI., König von Frankreich
- 1483 Ludwig XI. überträgt die Vizegrafschaft Louis de la Trémoille, stirbt jedoch vor der Ausführung dieser Ernennung.

### Haus La Trémoille
- Im März 1468 geht Françoise d’Amboise ins Kloster; sie überträgt ihre Rechte an Thouars ihrem Neffen Louis I. de la Trémoille, dem Sohn ihrer Schwester Marguerite. Die Ernennung Louis de la Trémoilles ist somit eine Restitution.

- Louis I. de La Trémoille, Graf von Guînes, Graf von Benon, Vicomte de Thouars, † 1483
- Louis II. de la Trémoille, † 1525, Prince de Talmont, dessen Sohn
  - Charles, † 1515, Prince de Talmond et de Mortagne, dessen Sohn
- François, † 1541, Prince de Talmond, dessen Sohn
- Louis III., † 1577, Prince de Tarente et de Talmond, 1563 zum Herzog von Thouars erhoben, dessen Sohn

### Herzöge von Thouars
- Louis III., † 1577, Prince de Tarente et de Talmond, 1563 zum Herzog von Thouars erhoben
- Claude, † 1604, 2. Herzog von Thouars, 1595 Herzog von La Trémoille, dessen Sohn
- Henri, † 1674, 2. Herzog von La Trémoille, 3. Herzog von Thouars, dessen Sohn
  - Henri Charles, † 1672, Prince de Tarente et de Talmond, dessen Sohn
- Charles Belgique Hollande, † 1709. 3. Herzog von La Trémoille, 4. Herzog von Thouars, dessen Sohn
- Charles Louis Bretagne, † 1719, 4. Herzog von La Trémoille, 5. Herzog von Thouars, dessen Sohn
- Charles-Armand-René, † 1741, 5. Herzog von La Trémoille, 6. Herzog von Thouars, dessen Sohn
- Jean Bretagne Charles Godefroi, † 1792, 6. Herzog von La Trémoille, 7. Herzog von Thouars, dessen Sohn
- Charles Bretagne Marie Joseph, † 1839, 7. Herzog von La Trémoille, 8. Herzog von Thouars, dessen Sohn
- Louis Charles, † 1911; 8. Herzog von La Trémoille, 9. Herzog von Thouars, dessen Sohn
- Louis Charles Marie, † 1921, 9. Herzog von La Trémoille, 10. Herzog von Thouars, dessen Sohn
- Louis Jean Marie, † 1933, 10. Herzog von La Trémoille, 11. Herzog von Thouars, dessen Sohn – ultimus familiae